# سرگی کوشنیریوک
سرگی کوشنیریوک (اوکراینی: Сергій Георгійович Кушнiрюк؛ زادهٔ ۱۵ مارس ۱۹۵۶) بازیکن هندبال اهل اتحاد جماهیر شوروی سوسیالیستی بود.
وی در مسابقات کشوری و بین‌المللی در مجموع برندهٔ ۲ مدال طلا، ۲ مدال نقره شده‌است.